# Jul på Sesam stasjon
Jul på Sesam stasjon var en norsk julkalender som hade premiär på NRK första gången 1992. Handlingen i serien är uppbyggd runt miljön på Sesam stasjon, som redan var ett etablerat universum i NRK Barne-TV. Manus skrevs av Eyvind Skeie.

## Handling
Serien handlar för det mesta om de stora och små julförberedelserna som måste göras på järnvägsstationen före jul. Förutom små situationer som förekommer i enkelavsnitt så är den genomgående historien centrerad kring Leonoras julklapp. Alfa får tidigt idén om att ge Leonora – som är före detta sångare – ett piano till jul, och får övertala Bjarne Betjent, Max Mekker och stationsmästare O. Tidemann att hjälpa till. Stora delar av handlingen handlar om hur de ska lyckas med det. Först om var de ska få tag i det, och därefter hur de ska ha råd med det. För att tjäna pengar säljer de flera värdefulla personliga tillhörigheter till en antikhandlare. Tidemann säljer till exempel sina uniformsbyxor, och måste använda sina gamla, som är för korta. Till slut, när pianot äntligen anländer, blir utmaningen att se till att Leonora inte upptäcker det förrän julafton – något som är svårt eftersom pianot är så stort. Dessutom ramlar O. Tidemann och slår i foten, och blir sängliggande.

## Medverkande
| Karaktär                    | Skådespelare        |
| --------------------------- | ------------------- |
| Stationsmästare O. Tidemann | Sverre Holm         |
| Leonora Dorothea Dahl       | Sidsel Ryen         |
| Bjarne Snut                 | Åsmund Hyser        |
| Alfa                        | Hanne Dahle         |
| Max Mekker                  | Geir Børresen       |
| Antikhandlar                | Nils Ole Oftebro    |
| Roberto                     | Jens Olai Justvik   |
| Resande kvinna              | Lise Fjeldstad      |
| Fru Fortissimo              | Elsa Lystad         |
| Läkare                      | Anne Marie Ottersen |
| Läkare                      | Lars Mjøen          |
| Läkare                      | Knut Lystad         |
| Läkare                      | Trond Kirkvaag      |
| Bakar                       | Johannes Joner      |

## Trivia
- I en av avsnitten sjungs julsången Tänd ett ljus. Sången skrevs för NRK-serien Portveien 2, men spelades in på nytt i samband med Jul på Sesam stasjon. De två versionerna har emellertid små skillnader i texten på enstaka ställen. Sången skrevs av Eyvind Skeie, som var manusförfattare till både Portveien 2 och Sesam station.
- KLM (Kirkvaag, Lystad, Mjøen) dyker upp i gästroller som läkare. Två år senare (1994) hade Sverre Holm en liten gästroll som O. Tidemann i KLMs serie Bröderna Dal och legenden om Atlant-Is.[2]